# Leon Thomas III
Leon Thomas III, född 1 augusti 1993 i Brooklyn, New York, USA, är en amerikansk skådespelare.

## Film
- August Rush
- Rising Stars
- Bad Asses
- Runaway Island
- Detroit

## TV
- Just for Kicks
- The Backyardigans
- Just Jordan
- Jack's Big Music Show
- iCarly
- The Naked Brothers Band
- 2010 Kids' Choices Awards
- Victorious
- True Jackson, VP
- 2011 Kids' Choice Awards
- Figure It Out
- Satisfaction
- Robot and Monster
- Fear the Walking Dead
- Insecure